# فابریزیو آلاسترا
فابریزیو آلاسترا (انگلیسی: Fabrizio Alastra؛ زادهٔ ۱ اکتبر ۱۹۹۷) بازیکن فوتبال اهل ایتالیا است.
از باشگاه‌هایی که در آن بازی کرده‌است می‌توان به باشگاه فوتبال پالرمو اشاره کرد.